# Arthur Lowe
Arthur Lowe (22 de septiembre de 1915-15 de abril de 1982) fue un actor inglés conocido principalmente por su personaje del capitán George Mainwaring en la popular sitcom británica Dad's Army entre 1968 y 1977.

## Primeros años
Nacido en Hayfield, Inglaterra, sus padres eran Arthur (1888—1971) y Mary Annie Ford (1885—1981). Su padre trabajaba para una compañía ferroviaria, encargado de los cambios de vía de los trenes especiales utilizados por compañías teatrales en giras por el norte de Inglaterra y por las Midlands. Lowe estudió en la escuela Chapel Street Junior de Mánchester. En un principio Lowe quería unirse a la marina mercante, pero la idea se vio truncada a causa de su defecto visual. Trabajando en una fábrica de aeronaves se sumó al Ejército británico en el inicio de la Segunda Guerra Mundial, pero no sin antes experimentar un primer contacto con la interpretación trabajando como tramoyista en el Manchester Palace of Varieties. Lowe sirvió en Oriente Medio con el duque de Lancaster's Own Yeomanry, y empezó a tomar parte en shows para la tropa, lo cual habría sido el inicio de su vocación de actor. Dejó el ejército al final de la guerra con el rango de sargento mayor.

## Carrera inicial
Lowe debutó en el teatro de repertorio en el Hulme Hippodrome de Mánchester en 1945. Se hizo conocido por sus papeles de carácter, incluyendo actuaciones en Call Me Madam, Pal Joey y The Pajama Game, trabajando finalmente en al menos cincuenta filmes. Una de sus actuaciones fue una breve aparición como reportero al final de la película de los Estudios Ealing Kind Hearts and Coronets (1949).
En la década de 1960 Lowe había pasado con éxito a la televisión y consiguió un papel regular como Leonard Swindley en la serie Coronation Street (1960-65). Tanta fama consiguió con su papel, que finalmente se produjo una spin-off interpretada por él, Pardon the Expression (1966), y su secuela Turn out the Lights (1967). 
Sin embargo, Leonard Swindley no era un papel con el que Lowe se entusiasmara, y él quería hacer otras interpretaciones. Durante los meses en que no interpretó a Swindley trabajó en el teatro o en papeles como actor invitado en series televisivas como Z-Cars y The Avengers. También tuvo papeles relevantes en las películas de Lindsay Anderson This Sporting Life (1963), if.... (1968) y O Lucky Man! (1973). 
Lowe se casó con Joan Cooper el 10 de enero de 1948. Se habían conocido en 1945 cuando ella era primera actriz en el Hulme Hippodrome, y el matrimonio permaneció unido hasta la muerte del actor. Tuvieron un hijo, Stephen Lowe, nacido en enero de 1953.

## Dad's Army
En 1968, Lowe fue escogido para interpretar su papel más famoso, el de Capitán George Mainwaring. Su antiguo colega Bill Pertwee afirmaba que ese era el papel que más se asemejaba al mismo Lowe: pomposo y torpe, aunque también interpretó con acierto al hermano borracho del Capitán, Barry Mainwaring, en el episodio de 1975 "My Brother and I". Siguió con el personaje en una serie radiofónica, en una obra teatral y en un largometraje. Tras el éxito de Dad's Army, Lowe grabó varios singles: My Little Girl, My Little Boy / How I Won The War para el sello Columbia Records en 1972, "Making Whoopee / Windows & Doorways" para Spiral en 1974, "Sonny Boy / The Autumn Years" para Spiral en 1975, y la canción de Flanagan and Allen "Hometown" con John Le Mesurier para  Warner en 1975. También grabó el tema principal de Dad's Army, "Who Do You Think You're Kidding, Mr. Hitler?", aunque no se editó como single.
Cuando no trabajaba en Dad's Army, Lowe actuaba con frecuencia en filmes como Adolf Hitler: My Part in His Downfall, No Sex Please, We're British o O Lucky Man!. Fue muy solicitado como artista invitado en otros shows televisivos, entre ellos The Morecambe and Wise Show (1971), y fue el Dr. Maxwell en cinco episodios de la sitcom Doctor at Large (1971). 
Por otro lado, nunca temió interpretar rarezas o personajes surreales. En The Bed-Sitting Room, una comedia negra surreal y posapocalíptica, interpretaba a un hombre a punto de mutarse en un loro, mientras conservaba las peculiaridades de un profesional británico de clase media baja preocupado en casar a su hija con un zángano de clase alta.

## Carrera posterior
Entre 1971 y 1973 Lowe se juntó a su colega de Dad's Army Ian Lavender para participar en la comedia radiofónica de la BBC Parsley Sidings. En 1974 fue Wilkins Micawber en el serial de la BBC David Copperfield. En 1975, en la serie animada de la misma cadena Mr. Men, era el narrador y daba voz a todos los personajes.
Cuando Dad's Army finalizó en 1977, Lowe todavía era muy solicitado con primeros personajes en programas como Bless Me Father con Daniel Abineri (1978-81, en el papel de Padre Charles Clement Duddleswell) y Potter (1979-80, como Redvers Potter). En 1978 trabajó con Sir Laurence Olivier en la serie televisiva Laurence Olivier Presents. Otra obra en la que participó fue Daphne Laureola, del dramaturgo escocés James Bridie.
También continuó actuando en el teatro y en el cine. Un papel inusual fue el que hizo en una película sin diálogo, The Plank (1979), con Eric Sykes. Fue Charters en la versión de 1979 de A Lady Vanishes, y dio voz a Mr. Beaver en la versión animada de 1979 de The Lion, The Witch and the Wardrobe. Arthur Lowe retomó su papel como George Mainwaring para el episodio piloto de It Sticks Out Half a Mile, una secuela radiofónica de Dad's Army. Uno de sus últimos papeles para el cine llegó con la producción de Lindsay Anderson Britannia Hospital.

## Fallecimiento
Lowe Cayó víctima de un accidente cerebrovascular en su camerino del Teatro Alexandra de Birmingham antes de actuar en Home at Seven (pieza en la que trabajaba junto a su esposa Joan) el 15 de abril de 1982, habiendo concedido una entrevista en el show de BBC One Pebble Mill at One solo unas horas antes. Falleció en el hospital poco después, a los 66 años de edad.
Su última sitcom, A J Wentworth, BA, fue emitida a título póstumo entre julio y agosto de 1982. Sus cenizas fueron esparcidas en el crematorio Sutton Coldfield, celebrándose un funeral en St Martin-in-the-Fields.

## Estatua
En diciembre de 2007 se conocieron los planes para erigir una escultura en homenaje a Lowe en Thetford, donde se rodaban los exteriores de Dad's Army.

## Papeles televisivos
| Año                          | Título                                                      | Papel                             |
| ---------------------------- | ----------------------------------------------------------- | --------------------------------- |
| 1960 a 1965 1965 a 1966 1967 | Coronation Street Pardon the Expression Turn out the Lights | Leonard Swindley                  |
| 1968 a 1977                  | Dad's Army                                                  | Capitán Mainwaring                |
| 1971                         | Doctor at Large                                             | Dr Maxwell                        |
| 1971 a 1972                  | The Last of the Baskets                                     | Redvers Bodkin                    |
| 1972                         | It's Murder, But Is It Art?                                 | Phineas Drake                     |
| 1978                         | A Car Across the Pass                                       | (Galton & Simpson Playhouse)      |
| 1978 a 1981                  | Bless Me Father                                             | Padre Charles Clement Duddleswell |
| 1979 a 1980                  | Potter                                                      | Redvers Potter                    |
| 1982                         | A J Wentworth, BA                                           | Arthur James Wentworth, BA        |

## Filmografía
| Año  | Título                                                                 | Personaje                              | Observaciones   |
| ---- | ---------------------------------------------------------------------- | -------------------------------------- | --------------- |
| 1949 | London Belongs to Me                                                   |                                        | Sin acreditar   |
| 1949 | The Spider and the Fly                                                 | Funcionario del ayuntamiento           |                 |
| 1949 | Floodtide                                                              | Pianista                               | (Sin acreditar) |
| 1949 | Kind Hearts and Coronets                                               | El Reportero                           |                 |
| 1949 | Poet's Pub                                                             | Cochero                                | (Sin acreditar) |
| 1954 | Final Appointment                                                      | Mr. Barrett                            |                 |
| 1955 | Breakaway                                                              | Mitchell                               |                 |
| 1955 | The Woman for Joe                                                      | Agente de George                       | (Sin acreditar) |
| 1955 | Windfall                                                               |                                        | (Sin acreditar) |
| 1955 | Reluctant Bride                                                        | Mr. Fogarty                            |                 |
| 1955 | One Way Out                                                            | Sam                                    |                 |
| 1955 | Murder Anonymous                                                       | Experto en huellas dactilares          | (Sin acreditar) |
| 1956 | Who Done It?                                                           |                                        | (Sin acreditar) |
| 1956 | The Green Man                                                          | Vendedor                               |                 |
| 1957 | Hour of Decision                                                       |                                        |                 |
| 1957 | Stranger in Town                                                       |                                        | (Sin acreditar) |
| 1958 | Stormy Crossing                                                        | Propietario de garaje                  |                 |
| 1959 | The Boy and the Bridge                                                 | Mecánico de puente                     |                 |
| 1960 | Follow That Horse!                                                     | Subastador                             | (Sin acreditar) |
| 1960 | The Day They Robbed the Bank of England                                | Empleado de banca                      | (Sin acreditar) |
| 1962 | Go to Blazes                                                           | Celador                                |                 |
| 1963 | This Sporting Life (El ingenuo salvaje)                                | Charles Slomer                         |                 |
| 1965 | You Must Be Joking!                                                    |                                        |                 |
| 1967 | The White Bus                                                          | Alcalde                                |                 |
| 1968 | If....                                                                 | Mr. Kemp                               |                 |
| 1969 | It All Goes to Show                                                    | Concejal Henry Parker                  |                 |
| 1969 | The Bed-Sitting Room                                                   | Padre                                  |                 |
| 1970 | Spring and Port Wine                                                   | Mr. Aspinall                           |                 |
| 1970 | Some Will, Some Won't                                                  | Sargento de Policía                    |                 |
| 1970 | Fragment of Fear                                                       | Mr. Nugent                             |                 |
| 1970 | The Rise and Rise of Michael Rimmer                                    | Ferret                                 |                 |
| 1970 | The Great Inimitable Mr. Dickens                                       |                                        |                 |
| 1971 | A Hole Lot of Trouble                                                  | Whitehouse                             |                 |
| 1971 | Dad's Army                                                             | Capitán George Mainwaring              |                 |
| 1972 | Adolf Hitler: My Part in His Downfall                                  | Alcalde Drysdale                       |                 |
| 1972 | The Ruling Class (La clase dirigente)                                  | Daniel Tucker                          |                 |
| 1973 | No Sex Please, We're British                                           | Mr. Bromley                            |                 |
| 1973 | Theatre of Blood (Matar o no matar, ése es el problema)                | Horace Sprout                          |                 |
| 1973 | O Lucky Man! (Un hombre de suerte)                                     | Mr. Duff / Charlie Johnson / Dr. Munda |                 |
| 1974 | Un hombre en casa                                                      | Spiros                                 |                 |
| 1976 | The Bawdy Adventures of Tom Jones (Las pícaras aventuras de Tom Jones) | Dr. Thwackum                           |                 |
| 1977 | The Strange Case of the End of Civilization as We Know It              | Dr. William Watson, M.D                |                 |
| 1979 | The Lady Vanishes                                                      | Charters                               |                 |
| 1980 | Sweet William                                                          | Capitán Walton                         |                 |
| 1982 | Britannia Hospital                                                     | Paciente                               |                 |

## Premios
Ganados
| Año  | Premio        | Categoría                       | Film                               | Papel                                  |
| ---- | ------------- | ------------------------------- | ---------------------------------- | -------------------------------------- |
| 1973 | Premios BAFTA | BAFTA al mejor actor de reparto | O Lucky Man! (Un hombre de suerte) | Mr. Duff / Charlie Johnson / Dr. Munda |

Nominado
| Año  | Premio                      | Categoría                                                                  | TV Show                            | Ganador                                                                            |
| ---- | --------------------------- | -------------------------------------------------------------------------- | ---------------------------------- | ---------------------------------------------------------------------------------- |
| 1969 | Premios BAFTA de Televisión | Mejor Actor Papel: Capitán George Mainwaring                               | Dad's Army                         | Edward Woodward Callan Papel: David Callan                                         |
| 1970 | Premios BAFTA de Televisión | Mejor actuación en entretenimiento ligero Papel: Capitán George Mainwaring | Dad's Army                         | Eric Morecambe y Ernie Wise The Morecambe & Wise Show Papel: Ellos mismos          |
| 1972 | Premios BAFTA de Televisión | Mejor actuación en entretenimiento ligero Papel: Capitán George Mainwaring | Dad's Army                         | Eric Morecambe y Ernie Wise The Morecambe & Wise Show Papel: Ellos mismos          |
| 1974 | Premios BAFTA de Televisión | Mejor actuación en entretenimiento ligero Papel: Capitán George Mainwaring | Dad's Army                         | Stanley Baxter The Stanley Baxter Moving Picture Show Papel: Él mismo              |
| 1974 | Premios BAFTA de Televisión | Mejor Actor Papel: Louis Pasteur Papel: Wilkins Micawber                   | Microbes and Men David Copperfield | Peter Barkworth Crown Matrimonial Papel: Eduardo VIII del Reino Unido              |
| 1977 | Premios BAFTA de Televisión | Mejor actuación en entretenimiento ligero Papel: Capitán George Mainwaring | Dad's Army                         | Ronnie Barker Porridge y The Two Ronnies Papel: Norman Stanley Fletcher y él mismo |